# Altenmarkt bei Fürstenfeld
Altenmarkt bei Fürstenfeld là một đô thị thuộc huyện Fürstenfeld bang Steiermark, nước Áo. Đô thị Altenmarkt bei Fürstenfeld có diện tích 19, km², dân số thời điểm cuối năm 2008 là 1175 người.
Bản mẫu:Đô thị của Fürstenfeld